# 愛のA・B・C・D
『愛のA・B・C・D』（あいのエービーシーディー）は、1980年11月25日から1981年1月6日まで、日本テレビ系列の「火曜劇場」（毎週火曜日22:00〜22:54）にて放映されたテレビドラマ。
「火曜劇場」で唯一未成年の女優の主役を配した社会派色の強い異色作品となった。

## 概要
中学生の河島涼子は体調不良を訴えていたが、実は妊娠していたと分かり、相手の滝村猛と結婚したいと告白する。そして双方の両親、クラスメート、教師たち、PTAなど学校や周りの人々を巻き込む騒動となる…。このように、中学生同士のカップルに子供が出来たら周りの大人はどうすればいいか、その対応策やローティーンの性の問題を正面から採りあげてシリアスに描いた。ドラマの中では「本作でのストーリーが決して現実とかけ離れたフィクションではない」ということを表す目的もあって、性に関する生徒や親たちのアンケート調査結果も公開された。

## キャスト
- 河島涼子：蝦名由紀子
- 滝村猛：尾美としのり
- 河島源一：中条静夫 - 涼子の父
- 滝村良：山城新伍 - 猛の父
- 滝村浅子：中原ひとみ - 猛の母
- 森下先生：音無美紀子
- 校長：下元勉
- 園田二郎：森川正太
- 長谷直美
- 下川辰平
- 下條正巳
- 浦辺粂子

ほか

## スタッフ
- プロデューサー：深山由美子
- 脚本：斉藤憐
- 演出：波多腰晋二
- 制作：日本テレビ

## 主題歌
- 小椋佳『娘よ、さあ飛ぶがいい』（作詞・作曲：小椋佳、編曲：木森敏之）
- 小椋佳『愛のピノキオ』（作詞・作曲：小椋佳、編曲：木森敏之）